# FK Mladá Boleslav
FK Mladá Boleslav är en tjeckisk fotbollsklubb från staden Mladá Boleslav. Klubben hade sina största framgångar säsong 2005/06, då de kom på en andraplats i Gambrinus liga och kvalificerades till UEFA Champions League. FK Mladá Boleslav vann överraskande över Olympique Marseille i första omgången av UEFA-cupen med sammanlagt 4-3 (0-1, 4-2), men lyckades inte vinna några matcher i gruppspelet. Den 4 oktober 2007 tog sig klubben till UEFA-cupen igen genom att överraskade vinna mot Palermo på straffar. 